# Зельва
Зе́льва (біл. Зэльва) — селище міського типу в Гродненській області Білорусі. Адміністративний центр Зельвенського району.
Населення селища становить 7,7 тис. осіб (2006).

## Історія
Перша писемна згадка про поселення міститься в Іпатіївському літописі (1258).
Станом на 1885 рік у колишньому державному, власницькому й єврейському містечку, центрі Зельвянської волості Волковиського повіту Гродненської губернії, мешкало 4623 особи, налічувалось 105 дворових господарств, існували православна церква, синагога, 4 єврейських молитовних будинки, школа, богодільня, пивоварний і медових заводи, 12 лавок, 4 постоялих двори, 2 ярмарки на рік.
За переписом 1897 року кількість мешканців зменшилась до 2803 осіб (1363 чоловічої статі та 1440 — жіночої), з яких 346 — православної віри, 1844 — юдейської, 603 — римо-католицької.